# Peter Risberg
Anders Peter Risberg, född 15 maj 1852 i Gladhammars församling, Kalmar län, död 22 februari 1926 i Lofta församling, Kalmar län, var en svensk kyrkoherde och riksdagsman. 

## Biografi
Peter Risberg föddes 1852 i Gladhammars församling. Han var son till lantbrukaren Peter Magnus Risberg och Kristina Samuelsdotter. Risberg blev1874 student vid Lunds universitet och prästvigdes 12 december 1878. Han blev 1880 komminister i Målilla församling 1885 i Mörlunda församling och var från 1907 kyrkoherde i Lofta församling. Han var även politiker och var ledamot av riksdagens andra kammare 1903-1908, invald i Aspelands och Handbörds domsagas valkrets. Risberg blev 1913 kontraktsprost i Norra Tjusts kontrakt. Han avled 1926 i Lofta församling.
Han gjorde flera studieresor i länder i Europa.

### Familj
Risberg gifte sig första gången 25 september 1879 med Emma Sofia Karlsson (1851–1883), dotter till rättaren Fabian Karlsson och Kristina Charlotta Persdotter. De Fick tillsammans barnen Susanna Risberg (1880–1911), förvaltaren Paulus Risberg (född 1880) på Mörby, postexpeditören Jonatan Risberg (1881–1915) och Emilia Lydia Risberg (född 1883) som var gift med redaktören Carl Edvard Fleetwood.
Han gifte sig andra gången 19 juni 1884 med Matilda Kristina Östberg (född 1857), dotter till kyrkoherden i Hjorteds församling. De fick tillsammans barnen föreståndaren Natanael Risberg (född 1885) för Lantmannaskolan i Gamleby, hovrättsnotarien Jacob Harald Risberg (född 1887), länsjägmästaren Georg Elis Risberg (född 1890), slöjdläraren och trädgårdsläraren Karolina Elisabet Risberg (född 1892), medicin kandidaten Johan Helge Risberg (född 1892), mecenat kandidaten Ivar Petrus Risberg  (född 1896) och studenten Eva Maria Risberg (född 1901).